# Norra Vika
Norra Vika är en småort i Mora socken i Mora kommun, Dalarnas län.